# روخيليو دومينغيز
روخيليو أنطونيو دومينغيز (بالإسبانية: Rogelio Antonio Domínguez) (مواليد 9 مارس 1931) هو لاعب كرة قدم. لعب مع منتخب الأرجنتين لكرة القدم. سبق له أن لعب في كأس العالم 1962 مع منتخب بلاده.

## روابط خارجية
- روخيليو دومينغيز على موقع الاتحاد الدولي (مؤرشف)  (الإنجليزية)
- روخيليو دومينغيز على موقع الاتحاد الأوربي (الإنجليزية)
- روخيليو دومينغيز على موقع قاعدة بيانات كرة القدم.إي يو (الإنجليزية)
- روخيليو دومينغيز على موقع ناشيونال فوتبول تيمز (الإنجليزية)
- روخيليو دومينغيز على موقع عالم كرة القدم.نت (الإنجليزية)